# Aussillon
Aussillon est une commune française, située dans le département du Tarn en région Occitanie. Sur le plan historique et culturel, la commune se situe au pied de la montagne Noire (massif montagneux constituant le rebord méridional du Massif central).
Exposée à un climat océanique altéré, elle est drainée par le Thoré, le ruisseau d'Aussillon et par divers autres petits cours d'eau. Incluse dans le parc naturel régional du Haut-Languedoc, la commune possède un patrimoine naturel remarquable composé d'une zone naturelle d'intérêt écologique, faunistique et floristique.
Aussillon est une commune urbaine qui compte 5 617 habitants en 2022. Elle fait partie l'unité urbaine de Mazamet et de l'aire d'attraction de Castres. Ses habitants sont appelés les Aussillonnais ou  Aussillonnaises.

## Géographie

### Localisation
Commune de l'aire urbaine de Mazamet située dans son unité urbaine, à deux kilomètres au nord-ouest de la ville de Mazamet au sud du Tarn, au pied de la montagne Noire sur la Méridienne verte.

### Communes limitrophes
Aussillon est limitrophe de quatre autres communes.
Les communes limitrophes sont  Aiguefonde, Mazamet, Payrin-Augmontel et Pont-de-Larn.
|            | Payrin-Augmontel | Pont-de-Larn |
| Aiguefonde | Aussillon        |              |
|            |                  | Mazamet      |

### Géologie et relief
La superficie de la commune est de 1 026 hectares (10,26 km2) ; son altitude varie de 198  à   805 m.

### Voies de communication et transports
Accès par la route avec l'ancienne route nationale 621, par les transports en commun avec le réseau Libellus et par le train en gare de Mazamet. La commune est également desservie par des lignes régulières du réseau régional liO : la ligne 762 la relie à Castres et à Saint-Pons-de-Thomières ; la ligne 768 la relie à Mazamet et à Sémalens.

### Hydrographie
La commune est dans le bassin de la Garonne, au sein du bassin Adour-Garonne. Elle est drainée par le Thoré, le ruisseau d'Aussillon, Rec d'en Brien et par divers petits cours d'eau, qui constituent un réseau hydrographique de 12 km de longueur totale,.
Le Thoré, d'une longueur totale de 61,6 km, prend sa source dans la commune de Rieussec et s'écoule d'est en ouest. Il traverse la commune et se jette dans l'Agout à Navès, après avoir traversé 20 communes.

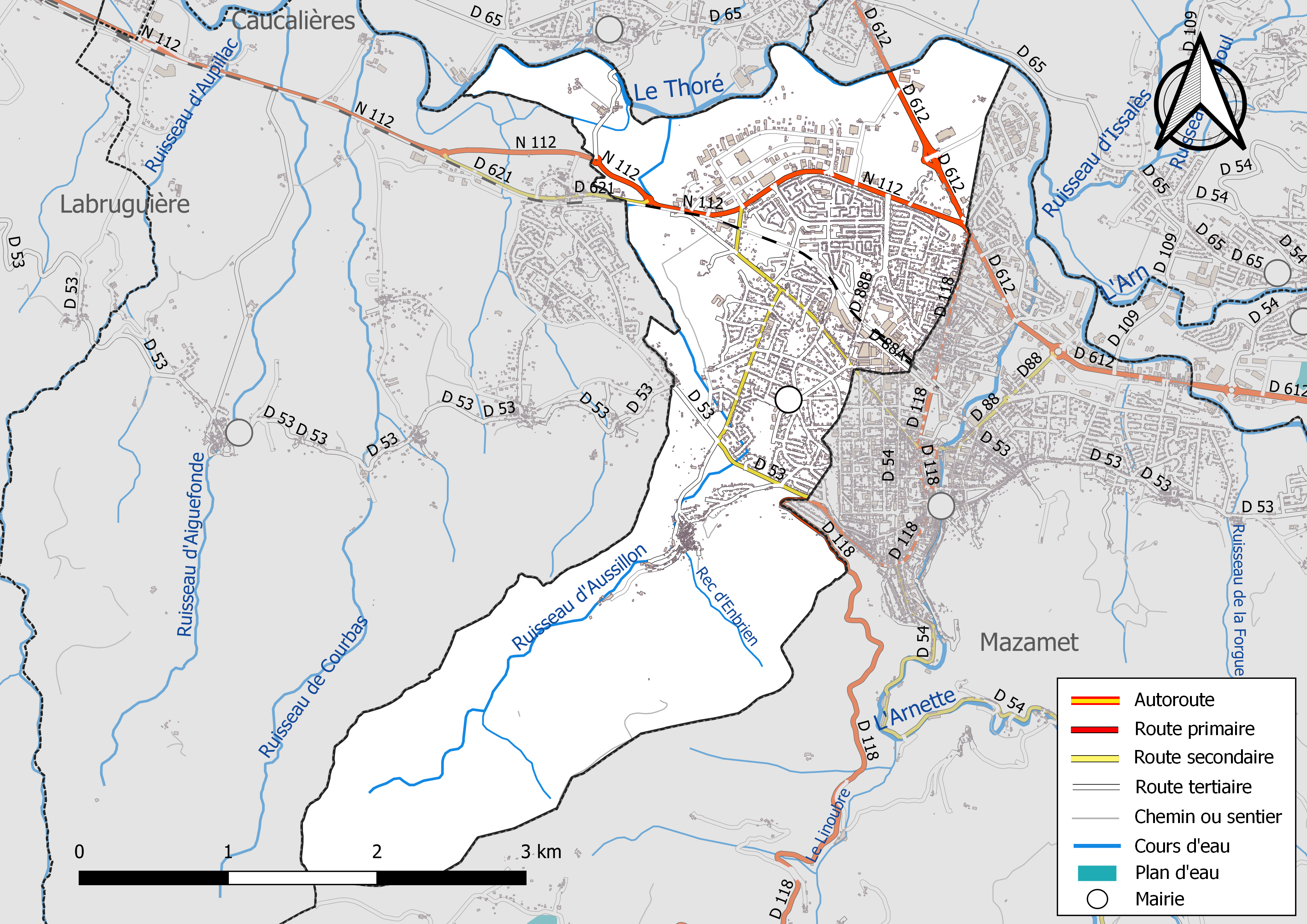
Réseaux hydrographique et routier d'Aussillon.

### Climat
Pour des articles plus généraux, voir Climat de l'Occitanie et Climat du Tarn.
En 2010, le climat de la commune est de type climat méditerranéen altéré, selon une étude du Centre national de la recherche scientifique s'appuyant sur une série de données couvrant la période 1971-2000. En 2020, Météo-France publie une typologie des climats de la France métropolitaine dans laquelle la commune est exposée à un climat océanique altéré et est dans la région climatique Aquitaine, Gascogne, caractérisée par une pluviométrie abondante au printemps, modérée en automne, un faible ensoleillement au printemps, un été chaud (19,5 °C), des vents faibles, des brouillards fréquents en automne et en hiver et des orages fréquents en été (15 à 20 jours).
Pour la période 1971-2000, la température annuelle moyenne est de 13,5 °C, avec une amplitude thermique annuelle de 15,8 °C. Le cumul annuel moyen de précipitations est de 991 mm, avec 8,8 jours de précipitations en janvier et 5,3 jours en juillet. Pour la période 1991-2020, la température moyenne annuelle observée sur la station météorologique de Météo-France la plus proche, « Mazamet », sur la commune de Mazamet à 1 km à vol d'oiseau, est de 11,4 °C et le cumul annuel moyen de précipitations est de 1 179,1 mm. 
La température maximale relevée sur cette station est de 37,8 °C, atteinte le 26 août 2010 ; la température minimale est de −21,5 °C, atteinte le 16 janvier 1985,,.
| Mois                                  | jan.             | fév.           | mars           | avril           | mai           | juin          | jui.         | août           | sep.           | oct.          | nov.           | déc.           | année      |
| ------------------------------------- | ---------------- | -------------- | -------------- | --------------- | ------------- | ------------- | ------------ | -------------- | -------------- | ------------- | -------------- | -------------- | ---------- |
| Température minimale moyenne (°C)     | 1,1              | 1              | 3,1            | 5,4             | 9             | 12,3          | 14,2         | 14,4           | 11,4           | 8,7           | 4,7            | 2,3            | 7,3        |
| Température moyenne (°C)              | 4                | 4,4            | 7,1            | 9,6             | 13,4          | 17,2          | 19,5         | 19,8           | 16,1           | 12,3          | 7,7            | 5,2            | 11,4       |
| Température maximale moyenne (°C)     | 6,8              | 7,8            | 11             | 13,9            | 17,8          | 22,1          | 24,8         | 25,3           | 20,9           | 16            | 10,6           | 8,1            | 15,4       |
| Record de froid (°C) date du record   | −21,5 16.01.1985 | −15 10.02.1986 | −11,5 01.03.05 | −4,5 12.04.1986 | −1 04.05.1986 | 4 06.06.1994  | 6,5 24.07.11 | 2,5 29.08.1989 | 2,5 29.09.1993 | −4 23.10.1991 | −10 23.11.1988 | −11 31.12.1985 | −21,5 1985 |
| Record de chaleur (°C) date du record | 20,8 13.01.07    | 24 26.02.19    | 24,5 15.03.12  | 28 29.04.05     | 31,8 17.05.06 | 37,5 29.06.19 | 37 31.07.20  | 37,8 26.08.10  | 33,5 15.09.11  | 29 03.10.11   | 22,5 07.11.15  | 21,5 08.12.10  | 37,8 2010  |
| Précipitations (mm)                   | 122,6            | 95,2           | 101,4          | 110             | 114,2         | 81,6          | 61,5         | 59,4           | 82             | 104,8         | 126,8          | 119,6          | 1 179,1    |

| Diagramme climatique                                  |          |            |            |            |              |              |              |            |            |              |             |
| J                                                     | F        | M          | A          | M          | J            | J            | A            | S          | O          | N            | D           |
| 6,81,1122,6                                           | 7,8195,2 | 113,1101,4 | 13,95,4110 | 17,89114,2 | 22,112,381,6 | 24,814,261,5 | 25,314,459,4 | 20,911,482 | 168,7104,8 | 10,64,7126,8 | 8,12,3119,6 |
| Moyennes : • Temp. maxi et mini °C • Précipitation mm |          |            |            |            |              |              |              |            |            |              |             |

Les paramètres climatiques de la commune ont été estimés pour le milieu du siècle (2041-2070) selon différents scénarios d'émission de gaz à effet de serre à partir des nouvelles projections climatiques de référence DRIAS-2020. Ils sont consultables sur un site dédié publié par Météo-France en novembre 2022.

### Milieux naturels et biodiversité

#### Espaces protégés
La protection réglementaire est le mode d’intervention le plus fort pour préserver des espaces naturels remarquables et leur biodiversité associée,.
La commune fait partie du parc naturel régional du Haut-Languedoc, créé en 1973 et d'une superficie de 307 184 ha, qui s'étend sur 118 communes et deux départements. Implanté de part et d’autre de la ligne de partage des eaux entre Océan Atlantique et mer Méditerranée, ce territoire est un véritable balcon dominant les plaines viticoles du Languedoc et les étendues céréalières du Lauragais,

#### Zones naturelles d'intérêt écologique, faunistique et floristique

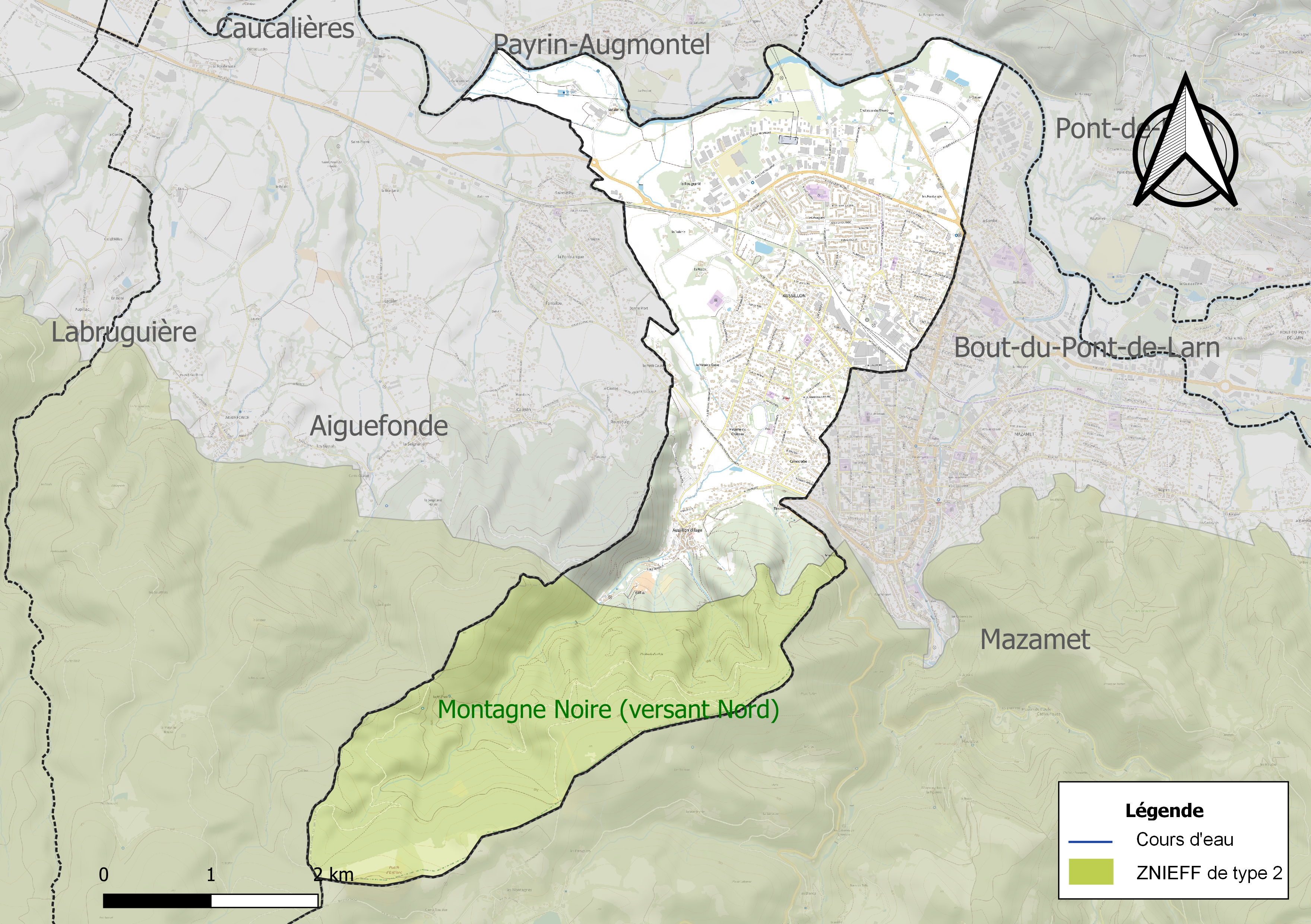
Carte de la ZNIEFF de type 2 localisée sur la commune.

L’inventaire des zones naturelles d'intérêt écologique, faunistique et floristique (ZNIEFF) a pour objectif de réaliser une couverture des zones les plus intéressantes sur le plan écologique, essentiellement dans la perspective d’améliorer la connaissance du patrimoine naturel national et de fournir aux différents décideurs un outil d’aide à la prise en compte de l’environnement dans l’aménagement du territoire.
Une ZNIEFF de type 2 est recensée sur la commune :
la « montagne Noire (versant Nord) » (31 971 ha), couvrant 37 communes dont 14 dans l'Aude, deux dans la Haute-Garonne, trois dans l'Hérault et 18 dans le Tarn.

## Urbanisme

### Typologie
Au 1er janvier 2024, Aussillon est catégorisée centre urbain intermédiaire, selon la nouvelle grille communale de densité à sept niveaux définie par l'Insee en 2022.
Elle appartient à l'unité urbaine de Mazamet, une agglomération intra-départementale regroupant six  communes, dont elle est ville-centre,,. Par ailleurs la commune fait partie de l'aire d'attraction de Castres, dont elle est une commune de la couronne,. Cette aire, qui regroupe 55 communes, est catégorisée dans les aires de 50 000 à moins de 200 000 habitants,.

### Occupation des sols
L'occupation des sols de la commune, telle qu'elle ressort de la base de données européenne d’occupation biophysique des sols Corine Land Cover (CLC), est marquée par l'importance des forêts et milieux semi-naturels (40,6 % en 2018), en diminution par rapport à 1990 (43,1 %). La répartition détaillée en 2018 est la suivante : 
forêts (40,6 %), zones urbanisées (23,9 %), terres arables (15,7 %), zones industrielles ou commerciales et réseaux de communication (9,2 %), prairies (9 %), zones agricoles hétérogènes (1,6 %). L'évolution de l’occupation des sols de la commune et de ses infrastructures peut être observée sur les différentes représentations cartographiques du territoire : la carte de Cassini (XVIIIe siècle), la carte d'état-major (1820-1866) et les cartes ou photos aériennes de l'IGN pour la période actuelle (1950 à aujourd'hui).

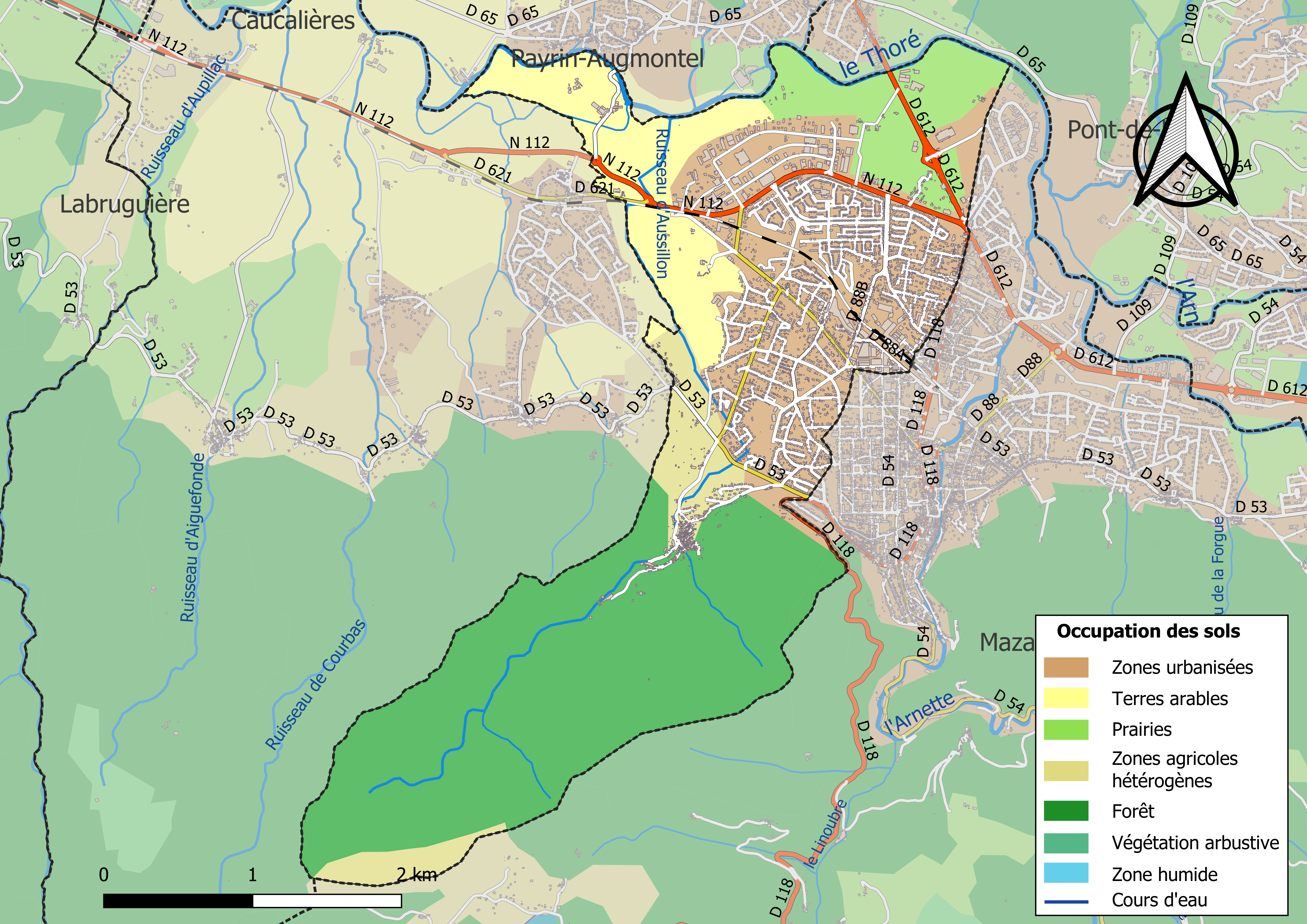
Carte des infrastructures et de l'occupation des sols de la commune en 2018 (CLC).

### Risques majeurs
Le territoire de la commune d'Aussillon est vulnérable à différents aléas naturels : météorologiques (tempête, orage, neige, grand froid, canicule ou sécheresse), inondations, feux de forêts, mouvements de terrains et séisme (sismicité très faible). Il est également exposé à deux risques technologiques,  le transport de matières dangereuses et la rupture d'un barrage, et à un risque particulier : le risque de radon. Un site publié par le BRGM permet d'évaluer simplement et rapidement les risques d'un bien localisé soit par son adresse soit par le numéro de sa parcelle.

#### Risques naturels
La commune fait partie du territoire à risques importants d'inondation (TRI) de Castres-Mazamet, regroupant 10 communes concernées par un risque de débordement de l'Agout et du Thoré, un des 18 TRI qui ont été arrêtés fin 2012 sur le bassin Adour-Garonne. Les événements passés les plus significatifs sont les crues du 3 au 5 mars 1930 où l'Agout atteint un débit de 3 000 m3/s au niveau du pont du chemin de fer de la Crémade (aval de Castres), avec des pertes humaines et dégâts matériels importants, et la crue des 12 et 13 novembre 1999 où le Thoré a atteint un débit de 900 m3/s à Labruguière, avec 4 victimes. Des cartes des surfaces inondables ont été établies pour trois scénarios : fréquent (crue de temps de retour de 10 ans à 30 ans), moyen (temps de retour de 100 ans à 300 ans) et extrême (temps de retour de l'ordre de 1 000 ans, qui met en défaut tout système de protection). La commune a été reconnue en état de catastrophe naturelle au titre des dommages causés par les inondations et coulées de boue survenues en 1982, 1996, 1999, 2013, 2017 et 2018,.
Aussillon est exposée au risque de feu de forêt du fait de la présence sur son territoire. En 2022, il n'existe pas de Plan de Prévention des Risques incendie de forêt (PPRif). Le débroussaillement aux abords des maisons constitue l’une des meilleures protections pour les particuliers contre le feu,.

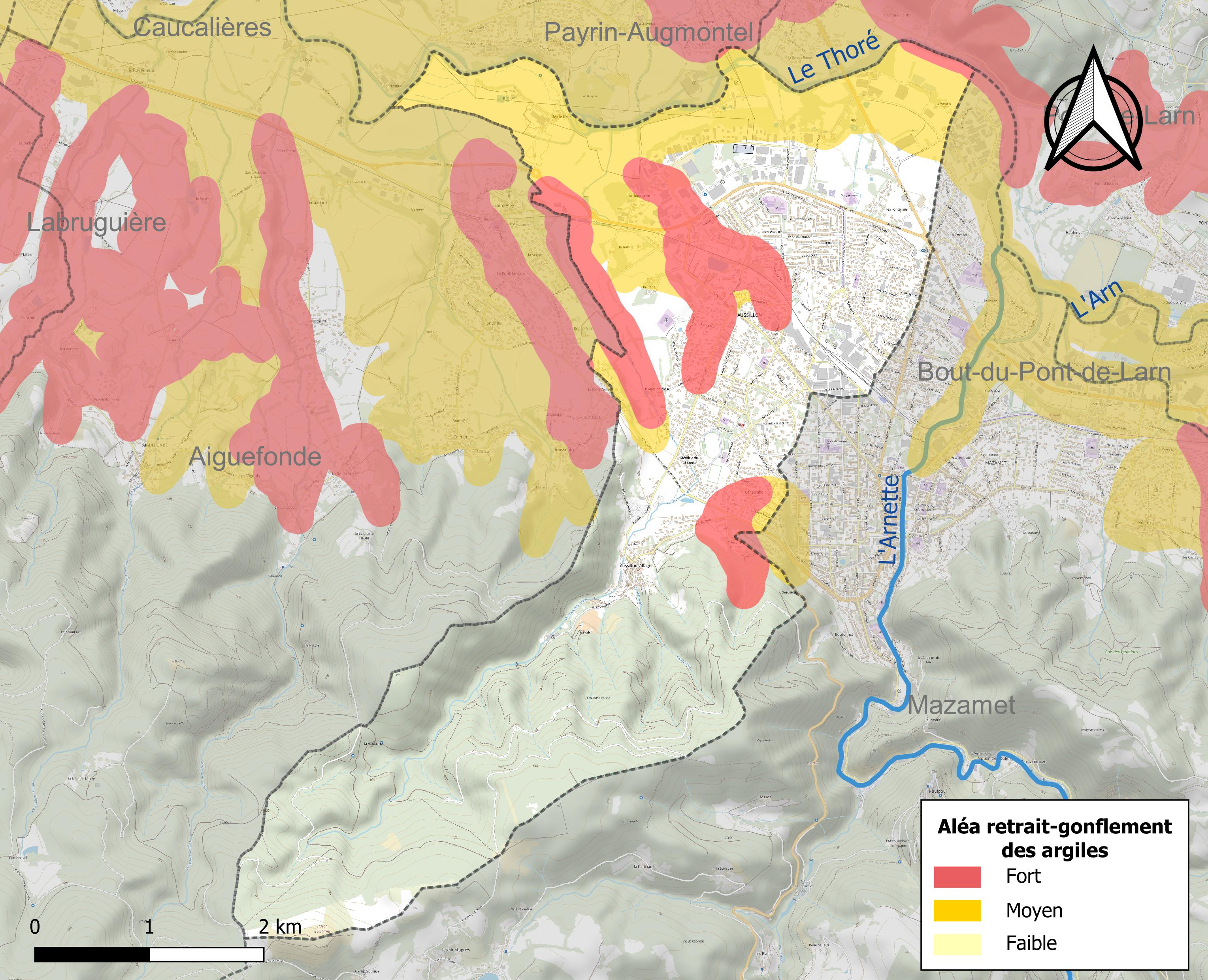
Carte des zones d'aléa retrait-gonflement des sols argileux d'Aussillon.

La commune est vulnérable au risque de mouvements de terrains constitué principalement du retrait-gonflement des sols argileux. Cet aléa est susceptible d'engendrer des dommages importants aux bâtiments en cas d’alternance de périodes de sécheresse et de pluie. 30,4 % de la superficie communale est en aléa moyen ou fort (76,3 % au niveau départemental et 48,5 % au niveau national). Sur les 2 422 bâtiments dénombrés sur la commune en 2019, 545 sont en aléa moyen ou fort, soit 23 %, à comparer aux 90 % au niveau départemental et 54 % au niveau national. Une cartographie de l'exposition du territoire national au retrait gonflement des sols argileux est disponible sur le site du BRGM,.
Par ailleurs, afin de mieux appréhender le risque d’affaissement de terrain, l'inventaire national des cavités souterraines permet de localiser celles situées sur la commune.
Concernant les mouvements de terrains, la commune a été reconnue en état de catastrophe naturelle au titre des dommages causés par la sécheresse en 2003 et par des mouvements de terrain en 1999.

#### Risques technologiques
Le risque de transport de matières dangereuses sur la commune est lié à sa traversée par des infrastructures routières ou ferroviaires importantes ou la présence d'une canalisation de transport d'hydrocarbures. Un accident se produisant sur de telles infrastructures est susceptible d’avoir des effets graves sur les biens, les personnes ou l'environnement, selon la nature du matériau transporté. Des dispositions d’urbanisme peuvent être préconisées en conséquence.
La commune est en outre située en aval d'un barrage de classe A. À ce titre elle est susceptible d’être touchée par l’onde de submersion consécutive à la rupture de cet ouvrage.

#### Risque particulier
Dans plusieurs parties du territoire national, le radon, accumulé dans certains logements ou autres locaux, peut constituer une source significative d’exposition de la population aux rayonnements ionisants. Certaines communes du département sont concernées par le risque radon à un niveau plus ou moins élevé. Selon la classification de 2018, la commune d'Aussillon est classée en zone 3, à savoir zone à potentiel radon significatif.

## Histoire
Ville au destin intimement lié à celui de Mazamet et des communes alentour, elle est plongée, jusqu'au dernier quart du vingtième siècle, dans l'industrie de la laine et du cuir. Aussillon a longtemps bénéficié des retombées industrielles de Mazamet qui reste à jamais la capitale mondiale du délainage ; pendant 150 ans, véritable plaque tournante des peaux ovines elle verra nombre de ses natifs dispersés depuis l'Argentine jusqu'à la Nouvelle-Zélande, en passant par toute l'Europe du Nord. René Carayol en fut le maire pendant une quinzaine d'années et donna son nom au stade de la ville.
Aussillon semble aujourd'hui avoir réussi en partie sa reconversion grâce aux industries médicales, mécaniques, alimentaires et organiques.

## Héraldique
| Aussillon | Son blasonnement est : D'or aux deux barres de sable accompagnées de six coqs du même ordonnés trois en chef, deux entre les barres et un en pointe. |

## Politique et administration

### Administration municipale
Le nombre d'habitants au recensement de 2011 étant compris entre 5 000 habitants et 9 999 habitants au dernier recensement, le nombre de membres du conseil municipal est de vingt neuf,.

### Liste des maires
| Période                                  | Période   | Identité              | Étiquette   | Qualité |
| ---------------------------------------- | --------- | --------------------- | ----------- | --- |
| 1792                                     | ?         | Jacques Vidal Lacombe |             | Premier maire d'Aussillon |
| Les données manquantes sont à compléter. |           |                       |             | |
| ?                                        | mars 1971 | René Amalric          |             | |
| mars 1971                                | mars 1983 | René Carayol          |             | |
| mars 1983                                | mars 1989 | Pierre Balfet         | DVD         | Industriel Conseiller général du canton de Mazamet-Sud-Ouest (1985 → 1998)                                                                                 |
| mars 1989                                | mars 2014 | Didier Houlès         | PS puis DVG | Gérant de société, maire honoraire Conseiller général du canton de Mazamet-Sud-Ouest (1998 → 2015) Vice-président du conseil général du Tarn (2001 → 2015) |
| mars 2014                                | mai 2020  | Bernard Escudier      | DVG         | Cadre du secteur privé Vice-président de la CA de Castres - Mazamet (2014 → )                                                                              |
| mai 2020                                 | En cours  | Fabrice Cabral        | PS          | Enseignant en lycée professionnel, ancien adjoint Vice-président de la CA de Castres - Mazamet (2020 → )                                                   |
| Les données manquantes sont à compléter. |           |                       |             | |

## Population et société

### Démographie
L'évolution du nombre d'habitants est connue à travers les recensements de la population effectués dans la commune depuis 1793. Pour les communes de moins de 10 000 habitants, une enquête de recensement portant sur toute la population est réalisée tous les cinq ans, les populations de référence des années intermédiaires étant quant à elles estimées par interpolation ou extrapolation. Pour la commune, le premier recensement exhaustif entrant dans le cadre du nouveau dispositif a été réalisé en 2007.

En 2022, la commune comptait 5 617 habitants, en évolution de −5,88 % par rapport à 2016 (Tarn : +2,52 %, France hors Mayotte : +2,11 %).
| 1793 | 1800  | 1806  | 1821  | 1831  | 1836  | 1841  | 1846  | 1851  |
| ---- | ----- | ----- | ----- | ----- | ----- | ----- | ----- | ----- |
| 986  | 1 024 | 1 155 | 1 267 | 1 118 | 1 164 | 1 416 | 1 818 | 1 851 |

| 1856  | 1861  | 1866  | 1872  | 1876  | 1881  | 1886  | 1891  | 1896  |
| ----- | ----- | ----- | ----- | ----- | ----- | ----- | ----- | ----- |
| 1 906 | 1 992 | 1 240 | 1 302 | 1 384 | 1 305 | 1 340 | 1 366 | 1 290 |

| 1901  | 1906  | 1911  | 1921  | 1926  | 1931  | 1936  | 1946  | 1954  |
| ----- | ----- | ----- | ----- | ----- | ----- | ----- | ----- | ----- |
| 1 272 | 1 345 | 1 511 | 1 514 | 1 696 | 2 027 | 2 106 | 2 078 | 2 671 |

| 1962  | 1968  | 1975  | 1982  | 1990  | 1999  | 2006  | 2007  | 2012  |
| ----- | ----- | ----- | ----- | ----- | ----- | ----- | ----- | ----- |
| 4 504 | 6 663 | 8 383 | 8 178 | 7 673 | 6 865 | 6 696 | 6 674 | 6 167 |

| 2017  | 2022  | - | - | - | - | - | - | - |
| ----- | ----- | - | - | - | - | - | - | - |
| 5 892 | 5 617 | - | - | - | - | - | - | - |

| selon la population municipale des années : | 1968 | 1975 | 1982 | 1990 | 1999 | 2006 | 2009 | 2013 |
| Rang de la commune dans le département      | 8    | 7    | 7    | 8    | 8    | 10   | 10   | 11   |
| Nombre de communes du département           | 326  | 324  | 324  | 324  | 324  | 323  | 323  | 323  |

### Enseignement
Aussillon fait partie de l'académie de Toulouse.

### Culture et festivités
Chaque année depuis 2010 se déroule à Aussillon, sous l'égide de l'association Aussillon chante, le "Festival régional de chorales de la montagne noire" qui regroupe pour une journée plusieurs centaines de choristes  appartenant à des formations venant de tous les départements voisins. Un concert gratuit est ainsi offert au public sous le thème de la chanson francophone.

### Sports
Aussillon est une commune de rugby à XIII avec le RCAM XIII

## Économie

### Revenus
En 2018, la commune compte 2 619 ménages fiscaux, regroupant 5 772 personnes. La médiane du revenu disponible par unité de consommation est de 17 930 € (20 400 € dans le département). 33 % des ménages fiscaux sont imposés (42,8 % dans le département).

### Emploi
|                | 2008   | 2013   | 2018   |
| -------------- | ------ | ------ | ------ |
| Commune        | 13,1 % | 12,7 % | 11,6 % |
| Département    | 8,2 %  | 9,9 %  | 10 %   |
| France entière | 8,3 %  | 10 %   | 10 %   |

En 2018, la population âgée de 15 à 64 ans s'élève à 3 003 personnes, parmi lesquelles on compte 64,5 % d'actifs (52,8 % ayant un emploi et 11,6 % de chômeurs) et 35,5 % d'inactifs,. Depuis 2008, le taux de chômage communal (au sens du recensement) des 15-64 ans est supérieur à celui de la France et du département.
La commune fait partie de la couronne de l'aire d'attraction de Castres, du fait qu'au moins 15 % des actifs travaillent dans le pôle,. Elle compte 1 445 emplois en 2018, contre 1 669 en 2013 et 1 830 en 2008. Le nombre d'actifs ayant un emploi résidant dans la commune est de 1 616, soit un indicateur de concentration d'emploi de 89,4 % et un taux d'activité parmi les 15 ans ou plus de 39,6 %.
Sur ces 1 616 actifs de 15 ans ou plus ayant un emploi, 488 travaillent dans la commune, soit 30 % des habitants. Pour se rendre au travail, 88,2 % des habitants utilisent un véhicule personnel ou de fonction à quatre roues, 2 % les transports en commun, 7 % s'y rendent en deux-roues, à vélo ou à pied et 2,8 % n'ont pas besoin de transport (travail au domicile).

### Activités hors agriculture

#### Secteurs d'activités
391 établissements sont implantés  à Aussillon au 31 décembre 2019. Le tableau ci-dessous en détaille le nombre par secteur d'activité et compare les ratios avec ceux du département,.
| Secteur d'activité                                                                                        | Commune | Commune | Département |
| Secteur d'activité                                                                                        | Nombre  | %       | %           |
| --- | ------- | ------- | ----------- |
| Ensemble                                                                                                  | 391     | 100 %   | (100 %)     |
| Industrie manufacturière, industries extractives et autres                                                | 67      | 17,1 %  | (13 %)      |
| Construction                                                                                              | 76      | 19,4 %  | (12,5 %)    |
| Commerce de gros et de détail, transports, hébergement et restauration                                    | 112     | 28,6 %  | (26,7 %)    |
| Information et communication                                                                              | 9       | 2,3 %   | (2,1 %)     |
| Activités financières et d'assurance                                                                      | 11      | 2,8 %   | (3,3 %)     |
| Activités immobilières                                                                                    | 15      | 3,8 %   | (4,2 %)     |
| Activités spécialisées, scientifiques et techniques et activités de services administratifs et de soutien | 36      | 9,2 %   | (13,8 %)    |
| Administration publique, enseignement, santé humaine et action sociale                                    | 38      | 9,7 %   | (15,5 %)    |
| Autres activités de services                                                                              | 27      | 6,9 %   | (9 %)       |

Le secteur du commerce de gros et de détail, des transports, de l'hébergement et de la restauration est prépondérant sur la commune puisqu'il représente 28,6 % du nombre total d'établissements de la commune (112 sur les 391 entreprises implantées  à Aussillon), contre 26,7 % au niveau départemental.

#### Entreprises et commerces
Les cinq entreprises ayant leur siège social sur le territoire communal qui génèrent le plus de chiffre d'affaires en 2020 sont : 
- Soc Francaise Instr Chirurgie - Sofic, fabrication de matériel médico-chirurgical et dentaire (8 587 k€) ;
- ETS Pierre Meije, réparation de machines et équipements mécaniques (5 618 k€) ;
- SARL 100 - 100% Radio, édition et diffusion de programmes radio (3 837 k€) ;
- Transway, affrètement et organisation des transports (3 156 k€) ;
- Societe Nouvelle Transports Cabrol SAS, transports routiers de fret de proximité (3 126 k€).

### Agriculture
|               | 1988 | 2000 | 2010 | 2020 |
| ------------- | ---- | ---- | ---- | ---- |
| Exploitations | 6    | 7    | 2    | 3    |
| SAU (ha)      | 139  | 102  | 198  | 132  |

La commune est dans la Montagne Noire, une petite région agricole située dans le sud du département du Tarn. En 2020, l'orientation technico-économique de l'agriculture  sur la commune est l'élevage bovin, orientation lait. Trois exploitations agricoles ayant leur siège dans la commune sont dénombrées lors du recensement agricole de 2020 (six en 1988). La superficie agricole utilisée est de 132 ha,,.

## Culture locale et patrimoine

### Lieux et monuments
- Église Saint-André d'Aussillon-Village ;
- Église du Sacré-Cœur de Bonnecousse. L'édifice a été inscrit au titre des monuments historiques en 2001[50] ;
- Château de la Falgalarié ;
- Château de Thoré, inscrit au titre des monuments historiques en 2007.

### Personnalités liées à la commune
- Jean-Louis Barcelona
- Kader Klouchi
- Mathieu Sempéré
- Jeannine Achon
- Philippe Colombani
- Nicolas Jalabert